# Donna Butterworth
Pour les articles homonymes, voir Butterworth.
Donna Butterworth, née le 23 février 1956 à Philadelphie en Pennsylvanie et morte le 6 mars 2018 à Hilo dans l'État américain d'Hawaï, est une actrice et artiste américaine.

## Biographie
Née en Pennsylvanie, la famille Butterworth déménage à Hawaï, où son père travaillait lors du boom de la construction à l'époque.
Douée à l'exécution de musique hawaïenne dès son jeune âge, Donna Butterworth a donné des concerts autour des îles et a travaillé avec Don Ho. Elle a été découverte par les producteurs de Paradise, Hawaiian Style où elle est apparue au côté d'Elvis Presley.
Elle a reçu une nomination aux Golden Globes pour son rôle dans Les Tontons farceurs.
Donna Butterworth transformée en chanteuse, apparaîtra dans The Dean Martin Show et The Hollywood Palace.

## Filmographie

### Cinéma
- 1965 : Les Tontons farceurs (The Family Jewels) : Donna Peyton
- 1966 : Paradis hawaïen (Paradise, Hawaiian Style) : Jan Kohana

### Télévision
- 1966 : Summer Fun (série télévisée) : Cindy Fenton
- 1966 : The Hollywood Palace (série télévisée) : Elle-même
- 1966 : The Dean Martin Show (en) (série télévisée) : Elle-même
- 1966 : The Danny Kaye Show (série télévisée) : Elle-même
- 1967 : Disney Parade (série télévisée) : Laura-Kate Brackney

### Singles
- 1966 : Sailor Boy, Sugar Kisses
- 1967 : I'm Not Usually Shy,  California Sunshine Boy
- 1977 : I Miss My Waimanalo Da Kine

### Album
- 2007 : Girl In The Picture